# Abner Felipe
Abner Felipe Souza de Almeida, dit Abner Felipe ou Abner, né le 30 mai 1996 à Londrina au Brésil, est un footballeur brésilien jouant au poste de défenseur droit a l'USL Dunkerque.

## Carrière
Formé au Coritiba FC, Abner est sélectionné en équipe du Brésil des moins de 17, avec laquelle il dispute notamment la Coupe du monde en 2013, puis en moins de 20 ans. Il est recruté par le Real Madrid en 2014, alors qu'il a 18 ans. En 2017-2018, il est prêté au GD Estoril-Praia, au Portugal, mais ne s'y impose pas. Il retourne au Brésil, signe au Paraná Soccer Technical Center (en) qui le prête successivement à Coritiba, au CA Paranaense et à Água Santa (pt). 
En septembre 2020, il signe au SC Farense, en première division du Portugal. Il y devient progressivement titulaire mais le club est relégué en fin de saison 2020-2021. En 2023, il signe au RWD Molenbeek, promu en première division de Belgique. Le club est de nouveau relégué et son contrat n'est pas prolongé.  
En 2024, il signe à l'USL Dunkerque, en deuxième division française.

## Statistiques
| Saison                | Club                  | Championnat           | Championnat | Championnat | Coupe nationale | Coupe nationale | Coupe de la Ligue | Coupe de la Ligue | Total | Total |
| Saison                | Club                  | Division              | M.          | B.          | M.              | B.              | M.                | B.                | M.    | B.    |
| 2020-2021             | SC Farense            | Primeira Liga         | 14          | 0           | 1               | 0               | -                 | -                 | 15    | 0     |
| 2021-2022             | SC Farense            | Segunda Liga          | 30          | 0           | 1               | 0               | 2                 | 0                 | 33    | 0     |
| 2022-2023             | SC Farense            | Segunda Liga          | 30          | 1           | 2               | 0               | 3                 | 0                 | 35    | 1     |
| Sous-total            | Sous-total            | Sous-total            | 74          | 1           | 4               | 0               | 5                 | 0                 | 83    | 1     |
| 2023-2024             | RWD Molenbeek         | Division 1A           | 28          | 0           | 1               | 0               | -                 | -                 | 29    | 0     |
| 2024-2025             | USL Dunkerque         | Ligue 2               | 29          | 0           | 1               | 0               | -                 | -                 | 30    | 0     |
| Total sur la carrière | Total sur la carrière | Total sur la carrière | 131         | 1           | 6               | 0               | 5                 | 0                 | 142   | 1     |